# Niklas Ajo
Niklas Ajo (Valkeakoski, 10 luglio 1994) è un pilota motociclistico finlandese ritiratosi dall'attività agonistica.
Anche il padre, Aki Ajo, ha corso come pilota professionista ed è proprietario del team Ajo Motorsport.

## Carriera
Comincia a correre in moto all'età di 4 anni, guidando varie tipologie del moto, passando nel 2005 alle minimoto. Nel 2007 termina secondo nel campionato finlandese MiniGP Academy e terzo nel campionato finlandese di minimoto. Nel 2008 partecipa alla Red Bull Rookies Cup e al campionato nazionale 125, di cui vince il titolo nel 2009. Nel 2010 prende invece parte alla classe 125 del campionato spagnolo, finendo al quinto posto, gareggia anche nel campionato europeo, in gara unica ad Albacete, dove chiude ottavo.
Nello stesso anno esordisce nella classe 125 del motomondiale, correndo il GP della Comunità Valenciana in qualità di wildcard a bordo di una Derbi RSA 125 del team Monlau Competición, senza ottenere punti. Nel 2011 diventa pilota titolare nel team TT Motion Events Racing con una Aprilia RSA 125, ottenendo come miglior risultato un ottavo posto in Comunità Valenciana e terminando la stagione al 21º posto con 19 punti. In questa stagione è costretto a saltare i Gran Premi di San Marino e Malesia per infortuni.
Nel 2012 rimane nello stesso team, correndo nella nuova classe Moto3 alla guida di una KTM M32. Nel Gran Premio di Spagna cade e spinge un commissario per non averlo aiutato a ripartire, per questo è stato squalificato per la successiva gara in Portogallo. A Indianapolis viene investito da Adrián Martín, che riceve uno "spintone" dal pilota finlandese, il quale sarà squalificato in quella gara e escluso da quella successiva in Repubblica Ceca. Ottiene come miglior risultato un ottavo posto in Olanda e termina la stagione al 19º posto con 40 punti.
Nel 2013 passa al team Avant Tecno, continuando a guidare una KTM. Ottiene come miglior risultato un sesto posto in Spagna e termina la stagione al 14º posto con 62 punti. Nel 2014 viene ingaggiato dal team Avant Tecno Husqvarna Ajo (quindi dalla squadra di proprietà del padre), portando in pista la Husqvarna FR 250 GP; il compagno di squadra è Danny Kent. Ottiene come miglior risultato un quinto posto in Italia e termina la stagione al 15º posto con 52 punti. In questa stagione è costretto a saltare il Gran Premio di Germania a causa della frattura di perone e malleolo tibiale destri rimediata nel precedente GP d'Olanda.
Nel 2015 passa al team RBA Racing, alla guida di una KTM; i compagni di squadra sono Gabriel Rodrigo e Ana Carrasco. Chiude la stagione al ventiduesimo posto con 21 punti.

## Risultati nel motomondiale
| 2010 | Classe | Moto  |  |  |  |  |  |  |  |  |    |  |  |  |  |  |  |  |  |     | Punti | Pos. |
| ---- | ------ | ----- |  |  |  |  |  |  |  |  | -- |  |  |  |  |  |  |  |  | --- | ----- | ---- |
| 2010 | 125    | Derbi |  |  |  |  |  |  |  |  | NE |  |  |  |  |  |  |  |  | Rit | 0     |      |

| 2011 | Classe | Moto    |    |     |    |     |    |    |     |    |    |    |     |     |    |     |     |     |     |   | Punti | Pos. |
| ---- | ------ | ------- | -- | --- | -- | --- | -- | -- | --- | -- | -- | -- | --- | --- | -- | --- | --- | --- | --- | - | ----- | ---- |
| 2011 | 125    | Aprilia | 17 | Rit | 14 | Rit | 13 | 16 | Rit | 22 | 10 | NE | Rit | Rit | NP | Rit | Rit | Rit | Inf | 8 | 19    | 21º  |

| 2012 | Classe | Moto |    |     |       |    |    |    |   |    |    |    |    |       |     |    |    |   |     |   | Punti | Pos. |
| ---- | ------ | ---- | -- | --- | ----- | -- | -- | -- | - | -- | -- | -- | -- | ----- | --- | -- | -- | - | --- | - | ----- | ---- |
| 2012 | Moto3  | KTM  | 13 | Rit | [ 5 ] | 15 | 21 | 14 | 8 | 14 | 11 | NE | SQ | [ 5 ] | Rit | 14 | 13 | 9 | Rit | 9 | 40    | 19º  |

| 2013 | Classe | Moto |   |    |   |     |   |     |    |    |    |    |     |    |    |    |    |   |   |     | Punti | Pos. |
| ---- | ------ | ---- | - | -- | - | --- | - | --- | -- | -- | -- | -- | --- | -- | -- | -- | -- | - | - | --- | ----- | ---- |
| 2013 | Moto3  | KTM  | 9 | 15 | 6 | Rit | 8 | Rit | 10 | 18 | NE | 11 | Rit | 15 | 11 | 21 | 12 | 9 | 8 | Rit | 62    | 14º  |

| 2014 | Classe | Moto      |    |    |   |    |     |   |   |     |     |     |    |    |     |    |     |   |     |     | Punti | Pos. |
| ---- | ------ | --------- | -- | -- | - | -- | --- | - | - | --- | --- | --- | -- | -- | --- | -- | --- | - | --- | --- | ----- | ---- |
| 2014 | Moto3  | Husqvarna | 26 | 14 | 8 | 10 | Rit | 5 | 8 | Rit | Inf | Rit | 12 | 10 | Rit | 25 | Rit | 9 | Rit | Rit | 52    | 15º  |

| 2015 | Classe | Moto |     |    |    |    |     |    |    |    |    |    |    |  |  |  |  |  |  |  | Punti | Pos. |
| ---- | ------ | ---- | --- | -- | -- | -- | --- | -- | -- | -- | -- | -- | -- |  |  |  |  |  |  |  | ----- | ---- |
| 2015 | Moto3  | KTM  | Rit | 14 | 10 | 17 | Rit | 12 | 13 | 17 | 10 | 30 | NP |  |  |  |  |  |  |  | 21    | 22º  |

| Legenda | 1º posto        | 2º posto            | 3º posto            | A punti      | Senza punti        | Grassetto – Pole position Corsivo – Giro più veloce |
| Legenda | Gara non valida | Non qual./Non part. | Ritirato/Non class. | Squalificato | '-' Dato non disp. | Grassetto – Pole position Corsivo – Giro più veloce |